# Harry von Wright

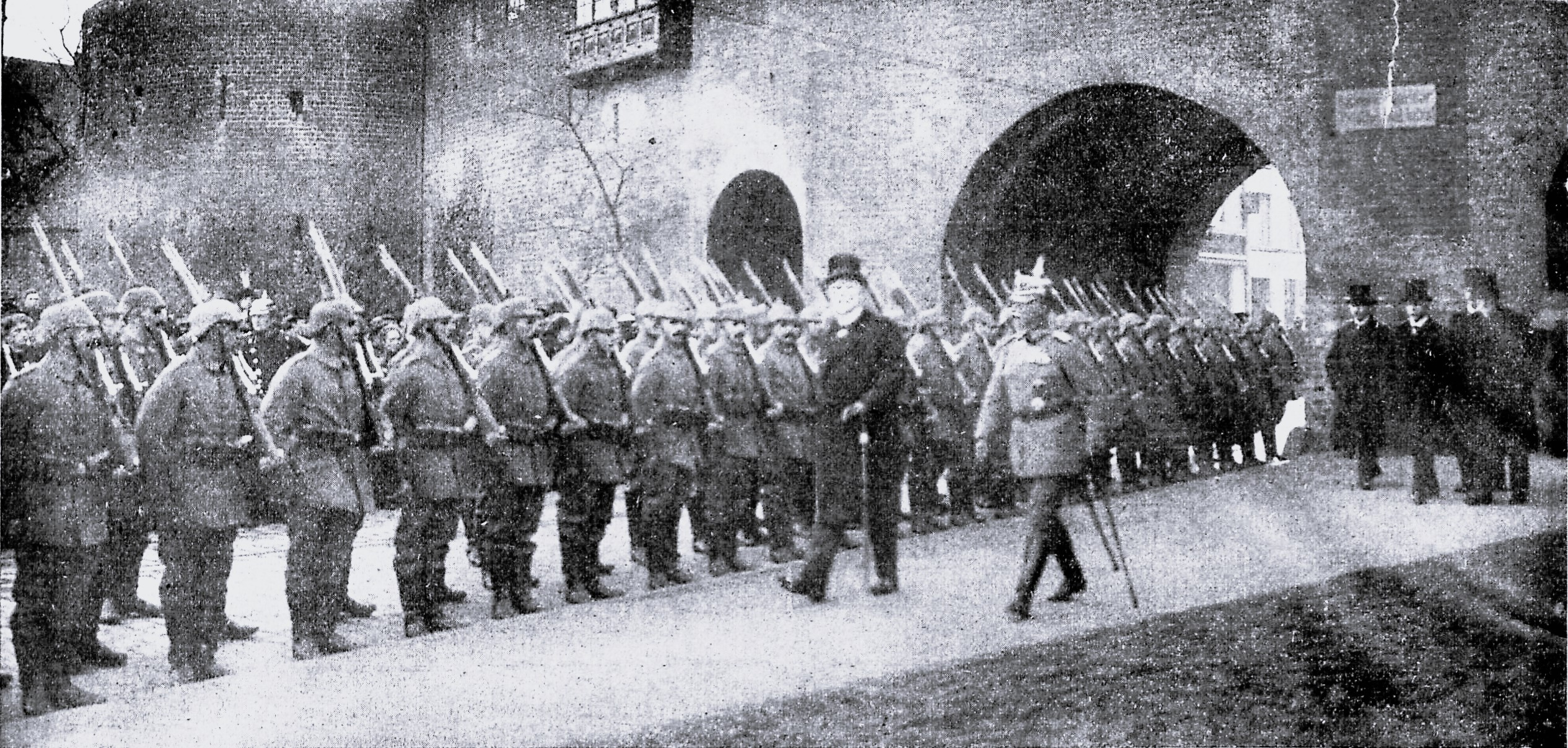
Abschreiten der Front vor dem Burgtor in Lübeck

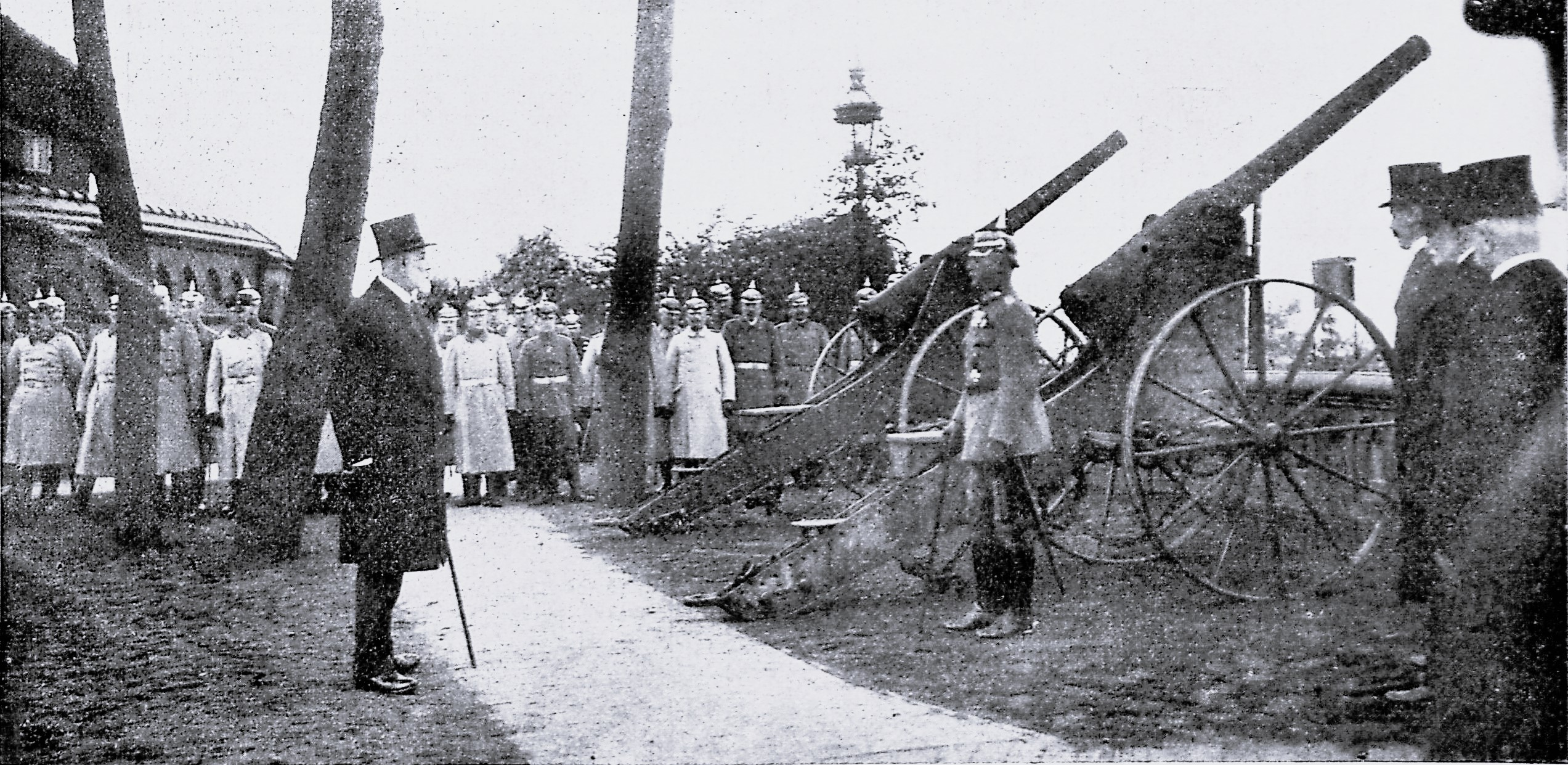
Ansprache Wrights zur Übergabe der beiden „Beutegeschütze“

Harry Francis von Wright (* 12. Juli 1859 in Saarbrücken; † 20. Mai 1925 in Rostock) war ein preußischer Offizier, zuletzt Generalleutnant.

## Leben

### Herkunft
Er war der Sohn des späteren preußischen Generalleutnants Charles Harrison Wright (1821–1885) und dessen Frau Sara Ellen Lloyd (* 21. Februar 1831 in London; † 24. Januar 1905 in Spandau). Bei der Rückkehr aus dem Deutsch-Französischen Krieg wurde sein Vater durch König Wilhelm I. am 16. Juni 1871 beim Einzug der Truppen in Berlin „wegen der im Kriege gegen Frankreich bewiesenen Tapferkeit“ in den erblichen Adelsstand erhoben.
Sein Bruder, William Alfred Thomas, diente bis zu dessen Versetzung als Major am 20. Februar 1909 in das Infanterie-Regiment „Großherzog Friedrich Franz II. von Mecklenburg-Schwerin“ (4. Brandenburgisches) Nr. 24 nach Neuruppin im selben Regiment.

### Militärlaufbahn
Wright war Portepee-Unteroffizier im Kadettenkorps. Aus diesem wurde er am 14. April 1877 als Sekondeleutnant dem Hessischen Füsilier-Regiment Nr. 80 der Preußischen Armee in Wiesbaden überwiesen. Zum Adjutanten des III. Bataillons in Homburg vor der Höhe wurde er am 4. November 1881 ernannt und bekleidete diesen Posten bis zum 1. April 1886. Im Anschluss an eine Besichtigung des Bataillons am 23. August 1883 durch den Kronprinzen am Homburger Tannenwald frühstückte dieser im Kurhaus mit dem Bataillonskommandeur Schuch und dem Bataillonsadjutanten. Wieder zurück in Wiesbaden, wurde er am 1. Oktober 1886 zum Regimentsadjutanten ernannt und am 22. März 1887 zum Premierleutnant befördert. Die Benennung seines Regiments änderte sich am 27. Januar 1889, dem Geburtstag des Kaisers, in Füsilier-Regiment „von Gersdorff“ (Hessisches) Nr. 80.
Zur Jubiläumsfeier seines 25-jährigen Bestehens als Preußisches Regiment stellte die Stadt diesem das Königliche Theater für die Zeremonie am 29. Oktober 1891 zur Verfügung. Der Prolog und die erläuternden Beschreibungen der Lebendigen Bilder wurden vom Regimentsadjutanten verfasst. Dieser trug auch den Prolog vor, während die Bilderläuterungen vom Hofschauspieler Köchy gesprochen wurden.
Von diesem Kommando wurde Wright unter der Beförderung zum Hauptmann und Ernennung zum Chef der 12. Kompanie am 29. März 1892 entbunden. Als man am 2. Oktober 1893 ein zusätzliches Halb-Bataillon innerhalb des Regiments bildete, wurde Wright zum Chef der 13. Kompanie ernannt, bevor er im gleichen Jahr Chef der 2. Kompanie wurde.
In Anwesenheit des russischen Zarenpaars, Nikolaus II. und Alexandra Fjodorowna, wurde am 16. Oktober 1896 in Homburg der Grundstein der Griechischen Kapelle gelegt. Zwei Tage später kam das Zarenpaar nach Wiesbaden, um die dortige Griechische Kapelle zu besuchen. Im 19. Jahrhundert wurden orthodoxe Kirchen als „Griechische Kirchen“ bezeichnet.
Zu diesem Besuch wurden unter dem Befehl des Majors Leyen aus den Mannschaften der beiden Wiesbadener Bataillone (I.) und (VI.) je eine Kompanie gebildet. Diese wurden von den Hauptleuten Wright (2.) und Diepenbroick-Grüter (3.) befehligt und standen auf dem etwa drei Kilometer langen Weg vom Bahnhof zur Kapelle Spalier.
Seit 1894 kam Wilhelm II. alljährlich nach Wiesbaden. So kam er auch zur Enthüllung des Kaiser-Friedrich-III.-Denkmals am 18. Oktober 1897, dem Geburtstag des verstorbenen Kaisers. An der Feier nahmen die Garnisonen aus Wiesbaden, Biebrich sowie das 1. Hessische Infanterie-Regiment Nr. 81 aus Frankfurt am Main teil. Wilhelms Ehrenkompanie wurde aus den Stammmannschaften der beiden Bataillone des heimischen Regiments gebildet und von Wright geführt. Kurz vor dem Erscheinen des Kaisers hatte der General der Infanterie Hahnke dem Führer der Ehrenkompanie den ihm verliehenen Roten Adlerorden IV. Klasse überreicht.
Nachdem der Kaiser eintraf, brachte die Ehrenkompanie die Fahnen der anwesenden militärischen Einheiten in das Schloss. Zur Denkmalsenthüllung erschien die Kompanie, allerdings nur mit der Fahne des heimischen I. Bataillons und stellte sich für die Zeremonie an der Wilhelmstraße gegenüber dem Nassauer Hof, wo das Denkmal steht, wieder auf. Zu seiner Linken stand das 81. und zu seiner Rechten die Reste der beiden Bataillone des 80. Regiments. Des Weiteren wurde an diesem Tage bekannt gegeben, dass der Kaiser die Kaiserin Friedrich zum Chef des Regiments ernannt hat.
Im Jahre 1901 erschien die von Hans Dechend verfasste Geschichte des Regiments. Hauptmann Wright verfasste dessen letztes Kapitel über die Friedenszeit seit 1871. Oberleutnant Edwin von Tautphoeus colorierte die Grafiken der Uniformen des Regiments im Wandel seiner Geschichte.
Zum Kaisergeburtstag des Jahres 1902 änderte sich die Benennung des Regiments abermals. Es war von nun an das Füsilier-Regiment „von Gersdorff“ (Kurhessisches) Nr. 80.
Am 22. November 1902 wurde Wright zum überzähligen Major befördert und trat zum Regimentsstab über. Zum Kommandeur des I. Bataillons wurde er am 15. Dezember 1904 ernannt. Nachdem er am 17. September 1909 zum Oberstleutnant befördert worden war, wurde er am 27. Januar 1910 in das Mainzer Infanterie-Leib-Regiment „Großherzogin“ (3. Großherzoglich Hessisches) Nr. 117 versetzt. Für seine Leistungen in der Truppenführung zeichnete ihn Großherzog Ernst Ludwig am 27. Januar 1912 mit dem Ehrenkreuz des Philipps-Ordens aus. Mit seiner Beförderung zum Oberst wurde Wright am 22. April 1912 zum Kommandeur des Großherzoglich Mecklenburgischen Füsilier-Regiments „Kaiser Wilhelm“ Nr. 90 in Rostock ernannt. Wilhelm II. besuchte, wie zu dessen 25-jährigem Thronjubiläum am 16. Juni 1913 angekündigt, am 10. August das seinen Namen tragende Regiment zu dessen 125. Geburtstag (letztmals) in den Mauern der Garnison. Dieses erwies ihm mit der Ehrenkompanie die militärischen Ehren. Von seinem Kommando wurde er am 3. Juli 1914 in Genehmigung seines Abschiedsgesuches entbunden und mit der gesetzlichen Pension zur Disposition gestellt.
Nach dem Ausbruch des Ersten Weltkriegs wurde Wright als z.D.-Offizier wiederverwendet und erhielt das Kommando der 5. Reserve-Infanterie-Brigade aus Stettin übertragen. An der Ostfront kämpfte er in der Schlacht bei Gumbinnen und wurde während der Schlacht bei Tannenberg am 25. August 1914 zum Kommandeur der an der Westfront kämpfenden Hannoverschen 39. Reserve-Infanterie-Brigade ernannt. Mit der Brigade nahm er an den Gefechten bei Marbaix, Fesmy und Le Breuil, den Schlachten bei St. Quentin, am Petit Morin, in der Champagne und der 4. Schlacht bei Perthes, den Kämpfen bei Reims, an der Aisne und bei Metzeral, sowie den Stellungskämpfen in der Champagne und im Oberelsass teil.

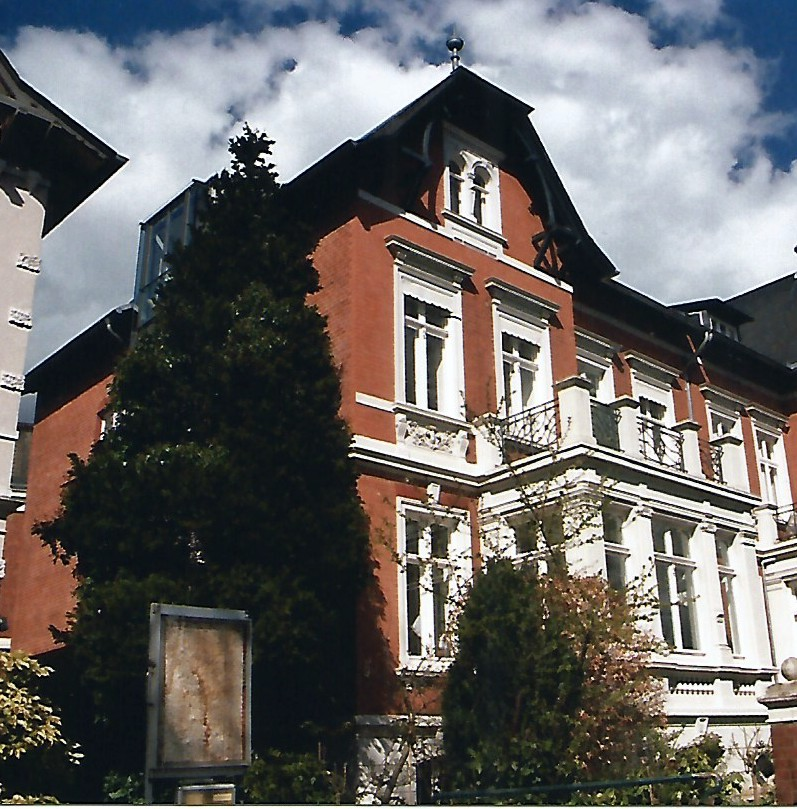
Lübeckisches Haus des Generals

Am 8. September 1915 wurde Wright, der inzwischen Generalmajor war, zum Heimatheer versetzt und zum stellvertretenden Kommandeur der 81. Infanterie-Brigade in Lübeck ernannt. In dieser Stellung erhielt er am 20. September 1918 den Charakter als Generalleutnant.
Im Frühjahr 1915 monierten mehrere Personen, wie beispielsweise Werner Lindner (Schriftführer beim Deutschen Bund Heimatschutz), dass mit Lübeck vergleichbare Städte bereits in ihren Fremdenführern „Kriegergedenkstätten“ als Sehenswürdigkeit auswiesen. Als solches gemeint war im Ersten Weltkrieg erbeutetes gegnerisches Kriegsgerät. Dies änderte sich am 1. November 1915 auf dem Platz zwischen dem Burgtor und der Burgtorbrücke. Zwei französische Beutegeschütze wurde hier zwei Tage zuvor aufgestellt und wurden von der Militäradministration, stellvertretend von dem Generalmajor Wright, dem Lübecker Senat, stellvertreten durch Bürgermeister Eschenburg, in einer feierlichen Zeremonie übergeben. Es handelte sich bei den Beutegeschützen um zwei Canon de 90 mm modèle 1877 mit Festungslafetten. Die Stadt verlieh Wright am 18. Dezember 1915 das Lübeckische Hanseatenkreuz.
Auf Gleis 4 des Lübecker Hauptbahnhofs erwarteten die Senatoren Eschenburg, Neumann und Kuhlenkamp von Seiten der Hansestadt sowie General Wright und Oberst Kuehnheim am 6. Juni 1916 den Lazarettzug M3 des Bezirkes Düsseldorf. Dieser war mit 120 aus Sibirien über Schweden kommenden Austauschverwundeten besetzt. Nach einer Ansprache Eschenburgs und Wrights wurden diese verköstigt, bevor sie in das Barackenlazarett transportiert wurden. Derselbe Zug wurde zwei Tage später mit weiteren 133 auf demselben Weg aus Russland kommenden Austauschverwundeten willkommen geheißen.
Das ursprünglich alljährlich im Anschluss an die Gottesdienste auf dem lübeckischen Burgfelde stattfindende militärische Schauspiel des Kaisergeburtstages (27. Januar) wurde unter Wright, da das Barackenlazarett nun diesen Platz beanspruchte, auf den Buniamshof verlegt.
Zu dem in der Hauptturnhalle der Lübecker Turnerschaft von 1854 stattfindenden Hundertjahrfeier des Deutschen Turnens am 5. März 1917 war Wright neben dem aus Altona angereisten stellvertretenden Kommandierenden Generals des IX. Armee-Korps, den General der Infanterie Adalbert von Falk, die militärisch ranghöchste Person unter den Ehrengästen. Schließlich legte die militärische Seite einen besonders hohen Wert auf das Turnen.
Die letzten Feierlichkeiten des Kaisergeburtstages fanden 1918 ohne das Schauspiel unter Wright statt. Das Ersatz-Bataillon stand hierfür in Paradeaufstellung auf dem Lübeckischen Marktplatz vor dem 70-jährigen Bürgermeister Fehling und dem General. Nach deren Ansprachen wurden durch den Bürgermeister Hanseatenkreuze an „verdiente Krieger“ verliehen.
Um dem Kieler Matrosenaufstand Herr zu werden, wandte sich der Chef der Marinestation der Ostsee und des Gouvernements Kiel, Admiral Souchon, am 3. November 1918 nicht an den Obermilitärbefehlshaber im Heimatgebiet, sondern unmittelbar an das Stellvertretende Generalkommando des angrenzenden Korpsbereichs in Altona. Deren Kommandierender General beauftragte daraufhin den Truppenführer des dem Kieler Festungsbereichs nächstgelegenen stellvertretenden Brigadekommandos, Wright, alle verfügbaren Infanteriekräfte aus dem ihm unterstellten Ersatzbataillonen unter einheitlichen Befehl zu sammeln und noch in der gleichen Nacht nach Kiel zu befördern. Das Generalkommando ließ in Lübeck und Neumünster für deren Transporte Züge bereitstellen. Wright alarmierte die Ersatzbataillone der 162er und des dortigen Rekrutierungsbüro des Schleswiger Reserve-Regimentes der 84er in Lübeck, sowie der 163er in Neumünster. Da es jedoch in der Nacht hieß, dass die Unruhen in Kiel bereits unterdrückt wären, wurden die eingeleiteten Maßnahmen jedoch schon vor Mitternacht rückgängig gemacht.
Doch bereits am nächsten Morgen lebten die dortigen Unruhen wieder auf. Souchon ersuchte um 10 Uhr den Chef vom stellvertretenden Generalstabs des Korps um Truppenhilfe aus Rendsburg (85er) und Lübeck. Wright ist daraufhin um 11 Uhr telefonisch aus Altona zum Befehlshaber sämtlicher gegen Kiel in Marsch zu setzenden Ersatzbataillonen ernannt worden.
Wrights Plan zufolge waren alle aus dem Korpsbereich anrollenden Eingreiftruppen südlich von Kiel zu sammeln, um dann mit vereinter Macht in Kiel einzumarschieren. Der Plan fußte auf seinen „Erfahrungen der Kriegsgeschichte“ und auf der bis zu den Brigadestäben verteilten Generalstabsstudie aus dem Jahr 1908 über den „Kampf in insurgierten Städten“.
Da es aber vom Standpunkt Souchons aus als ausgeschlossen galt, dass ein Truppenbefehlshaber des Landheeres auf dem Gebiet des Marinekriegshafens Kiel den Befehl führe, lehnte er den Wright samt dessen Plan kategorisch ab. Er setzte sich mit dem Militärbefehlshaber in Altona in Verbindung und es gelang ihm sich, unter der weitgehenden Behauptung seiner persönlichen Reputation und Immediatstellung, mit diesem zu verständigen. Noch am Mittag wurde Wright in Lübeck vom Generalkommando telefonisch in Kenntnis gesetzt, dass von seinem Kommando entbunden wäre und die Eingreiftruppen unter dem direkten Befehl Souchons ständen. Dieser wollte mit Hilfe der letzten ihm noch ergebenen Formationen und der ihnen zugeführten Heerestruppen innerhalb des Festungsbereichs Remedur schaffen.
Entgegen den eindringlichen Gegenvorstellungen des von ihm abgelehnten Heeresführers ließ das Stationskommando alle mit Eingreiftruppen besetzten Sonderzüge in den Hauptbahnhof der von Aufrührern beherrschten Stadt einfahren. Die revolutionär gestimmte Menge überrumpelte dort die einfahrenden Transporte.

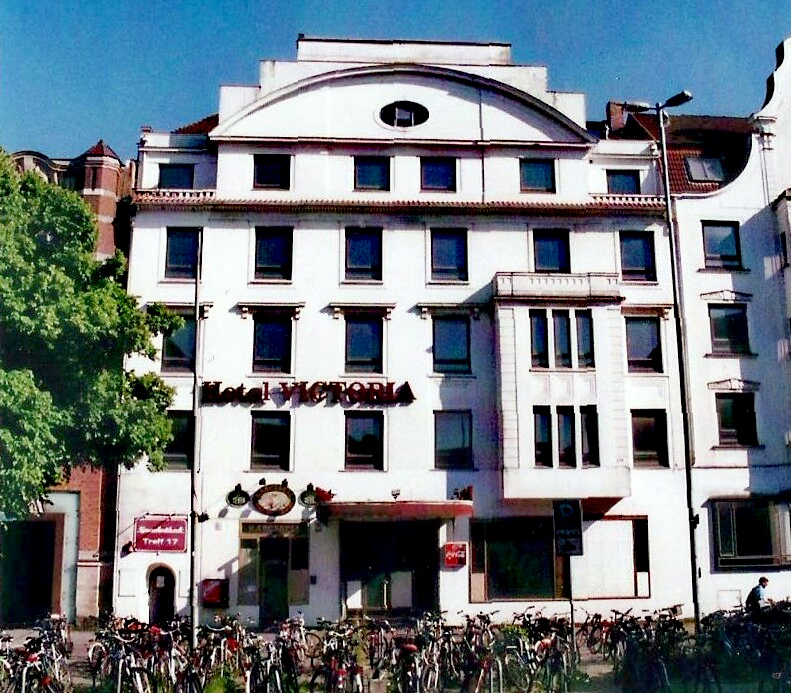
„Hotel International“

Vier aus Kiel kommende rot beflaggte Kriegsschiffe, eines von ihnen war die König, liefen am Abend des 5. Novembers 1918 in Travemünde ein. Ihre Mannschaften zogen von dort aus auf deren Pinassen die Trave hinauf oder zu Fuß, bzw. ab Kücknitz dann mit der Straßenbahn, in das Lübecker Zentrum. Dort trat ihnen Wright mit gezogener Pistole entgegen und versuchte die militärische Disziplin aufrechtzuerhalten.
Wie die Lübeckischen Anzeigen in ihrer Abendausgabe des 6. unter Letzte Meldungen vermeldeten, wurde der Brigadekommandeur am Abend in seinem Geschäftszimmer in der Braunstraße Nr. 11 von Meuterern verhaftet und zum Bahnhof abgeführt. Alle sich in der Hansestadt befindlichen höheren Offiziere wurden am Abend des 6. Novembers 1918 im „Hotel International“, Am Bahnhof Nr. 17, interniert. Der Lübeckische Soldatenrat hob am 7. sowohl das Bezirks- als auch das Brigadekommando auf.
Der Spuk endete jedoch innerhalb eines Tages. So wurde der Dienst im Bezirkskommando bereits am 11. November wieder aufgenommen. Laut einer Anordnung des lübeckischen Soldatenrates durften Offiziere höherer Chargen nicht weiter verwendet werden. Diese würden nicht aus Gründen der Überzeugung, sondern der Opportunität die Seiten wechseln. Das Brigadekommando blieb jedoch bis zur Rückkehr des Stabes am 25. November unbesetzt. Der Stab wurde von den Lübeckern herzlich empfangen, da in den Lübeckischen Zeitungen fälschlicherweise die Rückkehr des Regiments für jenen Tag angekündigt wurde.
Als Wright nach dem Krieg aus dem Heeresdienst ausschied, ließ er sich in seiner letzten Friedensgarnison nieder. Er trat vor seinem Tod der NSDAP bei.